# 프레시아로사 1000
프레시아로사 1000(이탈리아어: Frecciarossa 1000) 또는 ETR 1000 또는 봄바디어 제피로 300(영어: Bombardier Zefiro 300)은 이탈리아의 철도 기업인 트랜이탈리아(이탈리아어: Trenitalia)가 2010년에 발주한 차량으로 봄바디어 제피로 모델을 기반으로 제작된 차량으로 기존 제피로 250 모델과 달리 최고 영업 속도 300km/h를 달성했으며 이탈리아의 철도 제작 기업인 안살도브레다와 합작으로 제작하면서 최고 영업 속도 360km/h를 달성했다. 2013년부터 2017년까지 순차별로 도입했고 2015년부터 영업을 시작했다.

## 개요
제피로 300 모델을 기반으로 제작된 고속열차로 당시 트랜이탈리아는 봄바디어 트랜스포테이숀, 안살도브레다 (현, 히타치 레일 이탈리아)에 50편성을 발주했다. 당시 봄바디어 트랜스포테이숀에서 제작된 봄바디어 제피로와 안살도브레다에서 제작된 V250 기반으로 제작된 모델로 유럽 고속철도 기준으로 최고 영업 속도 300km/h로 제안 했으나 이후 계획이 변경되면서 최고 영업 속도 360km/h에서 400km/h까지 주행이 가능하도록 열차가 설계되었다.
한편 트랜이탈리아는 2013년까지 도입하기 위해 봄바디어 트랜스포테이숀과 안살도브레다와 2010년 8월에 계약이 체결되었다. 입찰 당시 알스톰이 제안했던 것보다 가격이 저렴했다.

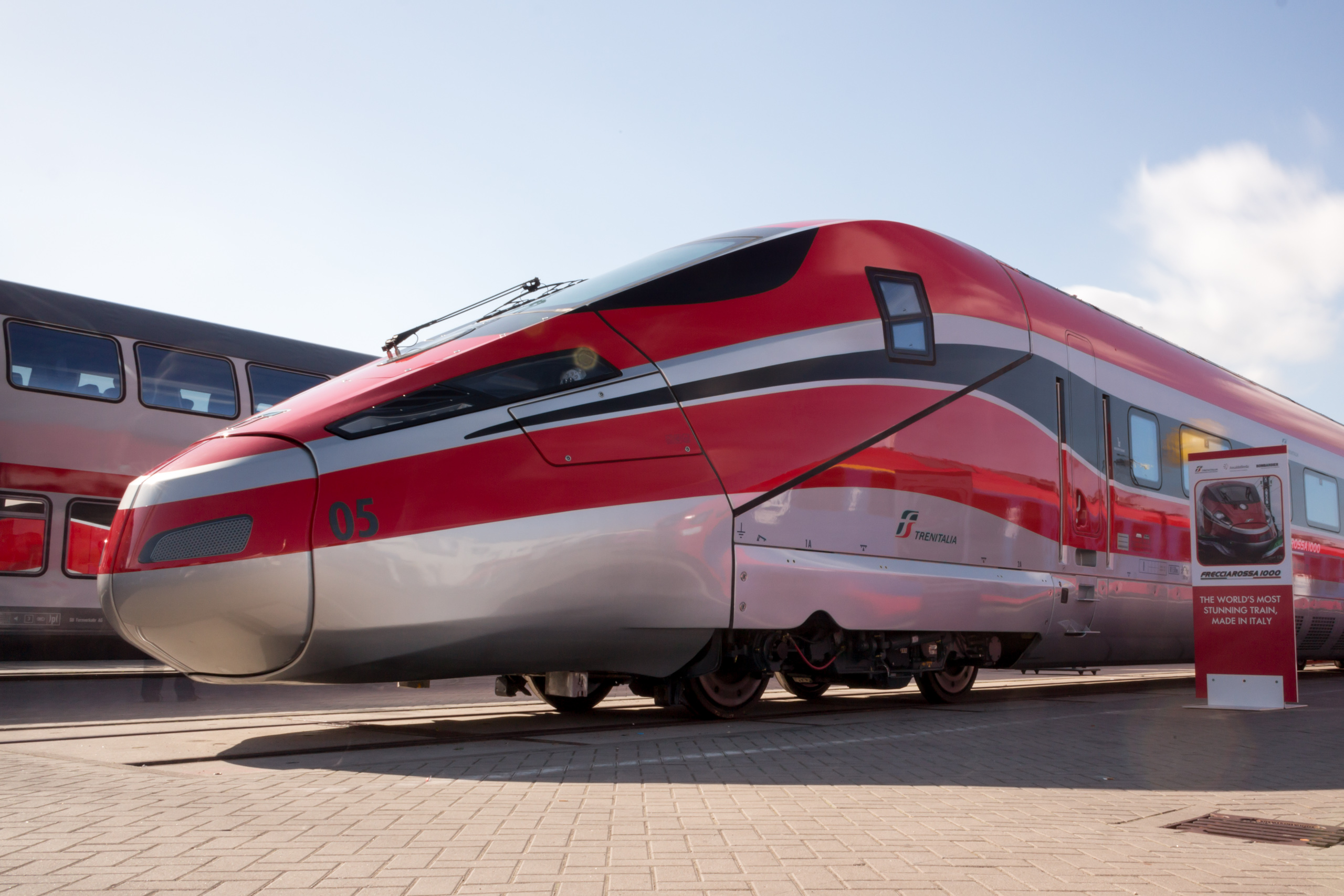
이노트랜스 2014에서 공개된 프레시아로사 1000

2012년 8월에 리미니에서 열차가 공개되었다. 향후 유럽 노선에 도입을 대비해 액티브 서스펜션이 장착되었다
2013년 3월 26일, 안살도브레다 주관으로 피스토이아에서 최초로 모델이 공개되었다. 열차 명칭은 이탈리아의 정치인이자 운동 선수를 지낸 피에트로 멘네아란 명칭이 지어졌다. 이탈리아 고속철도 노선에 도입을 위해 최고 영업 속도 360km/h로 시범 운행을 시행했다. 2015년까지 총 50편성이 도입되었고 밀라노 세계 박람회 개최와 동시에 운행을 시작했다. 2016년 2월 26일, 토리노 ~ 밀라노 구간에서 최고 영업 속도 393.8km/h를 기록했다.
이차량은  봄바디어 트랜스포테이숀 히타치 레일 이탈리아  에서 공동 으로 생산한 차량이었다.
2021년 제피로의 원제작사  봄바디어  철도차량 부문을 알스톰 에서 인수했고 2021년 12월에 히타치 제작소에 
제피로 300 모델 상품 제작권을 매각했다. 따라서 제피로 라는 이름에 상품명은  히타치 회사로 완전히 넘어갔다.
현재는  히타치 레일 이탈리아 에서 단독 으로  제피로 300 모델을 생산하고 있다.
봄바디어 트랜스포테이숀 에서는 더이상  제피로 300 모델을 생산하지 않는다.

## 같이 보기
- 지멘스 벨라로
- CAF 오아리스
- AGV (열차)